# Policzna (województwo podlaskie)
Policzna – wieś w Polsce położona w województwie podlaskim, w powiecie hajnowskim, w gminie Kleszczele.

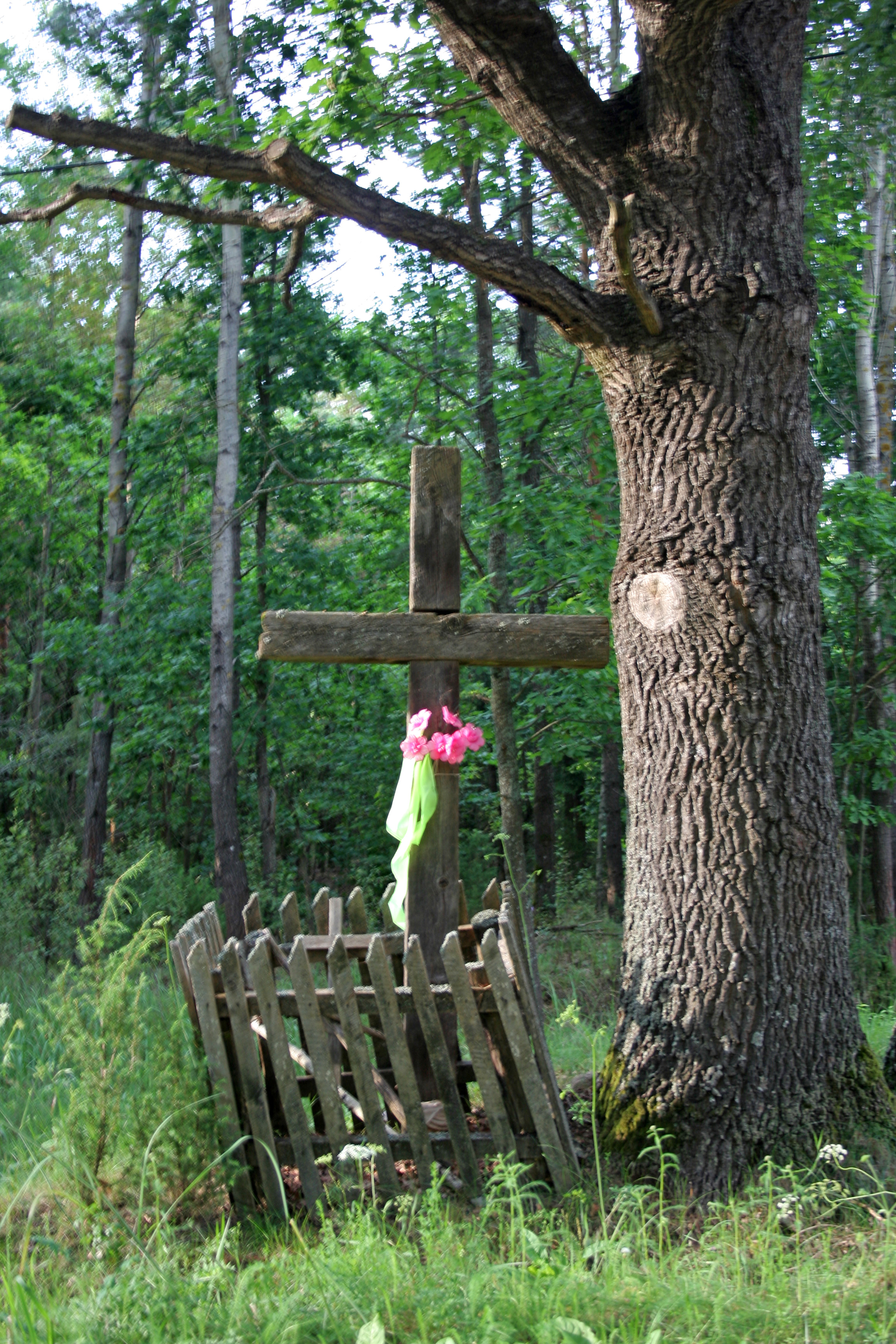
Krzyż przydrożny

Wieś leśnictwa białowieskiego w ekonomii grodzieńskiej w drugiej połowie XVII wieku. 
Wieś królewska ekonomii brzeskiej położona była w końcu XVIII wieku w powiecie brzeskolitewskim województwa brzeskolitewskiego. W latach 1952–1954 miejscowość była siedzibą gminy Policzna. W latach 1975–1998 wieś położona była w województwie białostockim.
W 2018 miejscowość liczyła 134 mieszkańców.
Prawosławni mieszkańcy wsi należą do parafii Podwyższenia Krzyża Pańskiego w Werstoku.
W Policznej urodził się ks. Jerzy Stepaniuk (1881–1918), męczennik, święty prawosławny. W lipcu 2020 r. rozpoczęto we wsi budowę kaplicy pod wezwaniem tego świętego. Gotowy obiekt został poświęcony 10 września tegoż roku przez metropolitę warszawskiego i całej Polski Sawę oraz biskupów pomocniczych diecezji warszawsko-bielskiej.